# Charoïte
La charoïte (se prononçant tcharoïte) est une espèce minérale du groupe des silicates sous-groupe des inosilicates de formule K5Ca8(Si6O15)2(Si2O7)Si4O9(OH)·3(H2O) avec des traces de Al;Fe;Mn;Sr;Ba.

## Inventeur et étymologie
Découverte dans les années 1940, elle ne sera décrite qu'en 1978, par des minéralogistes russe , dont Rogov. Son nom vient de celui de la rivière Tchara, sous-affluent de la Léna, Massif de l'Aldan, République de Sakha.

## Topotype
- Massif de l'Aldan, République de Sakha
- Les échantillons types sont déposés à l’Université de Rome, Rome, Italie, no 24352 et au Musée minéralogique A. E. Fersman, Académie des Sciences de Moscou, Russie.

## Cristallographie
- Paramètres de la maille conventionnelle : {\displaystyle a} = 10,95 Å, {\displaystyle b} = 19,61 Å, {\displaystyle b} = 32,12 Å, {\displaystyle c} = 7,2 Å ; Z = 4 ; V = 4 525,33 Å3
- Densité calculée = 2,68 g/cm3

## Gîtologie
Dans les massifs de syénite, dans les roches métasomatiques, formées entre 200-250 degrés enrichies par le carbone et le potassium  au contact de massif calcaire.

### Minéraux associés
- Canasite
- Tinaksite

## Utilité
Elle est utilisée comme pierre fine pour la confection d'objet ou taillée en cabochon.

## Galerie

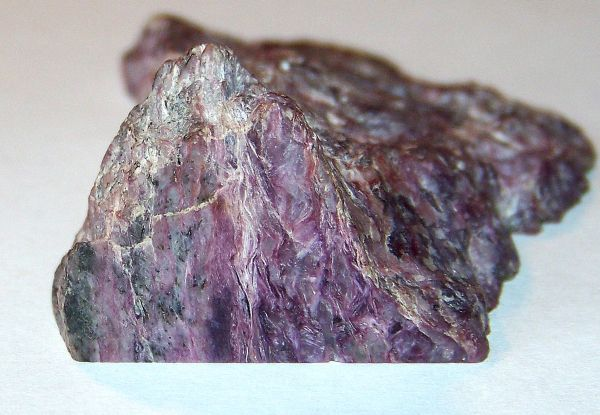
Charoïte de 2 cm/3 cm.
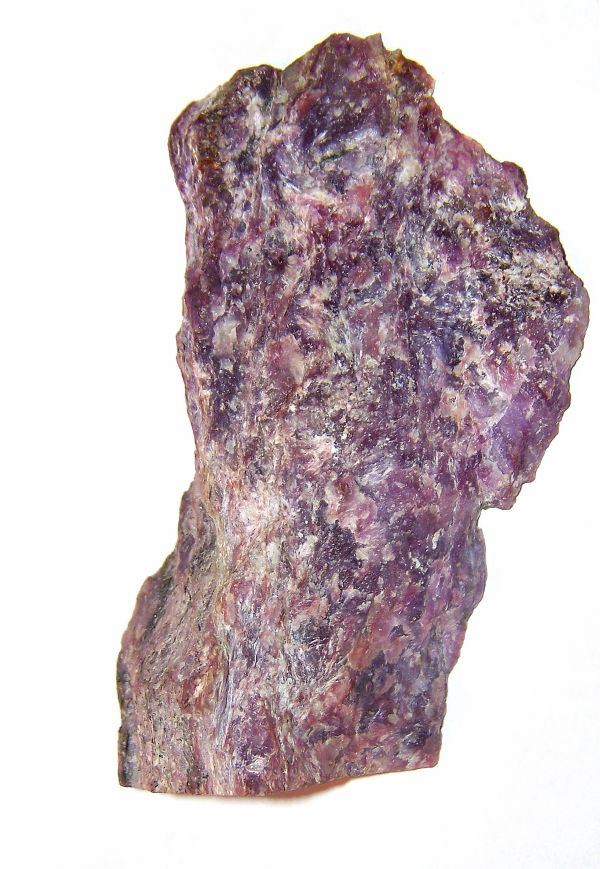
Charoïte de 7,5 cm/4 cm.
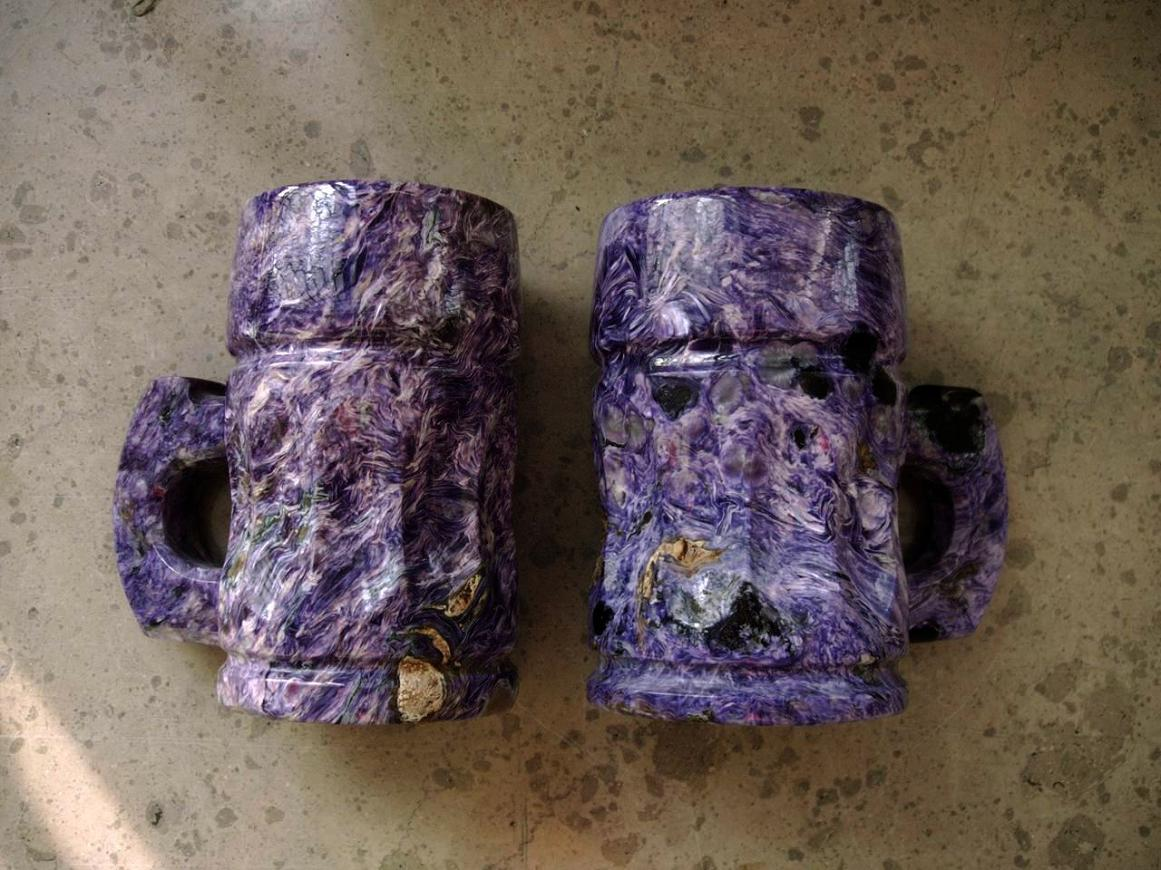
Charoïte.
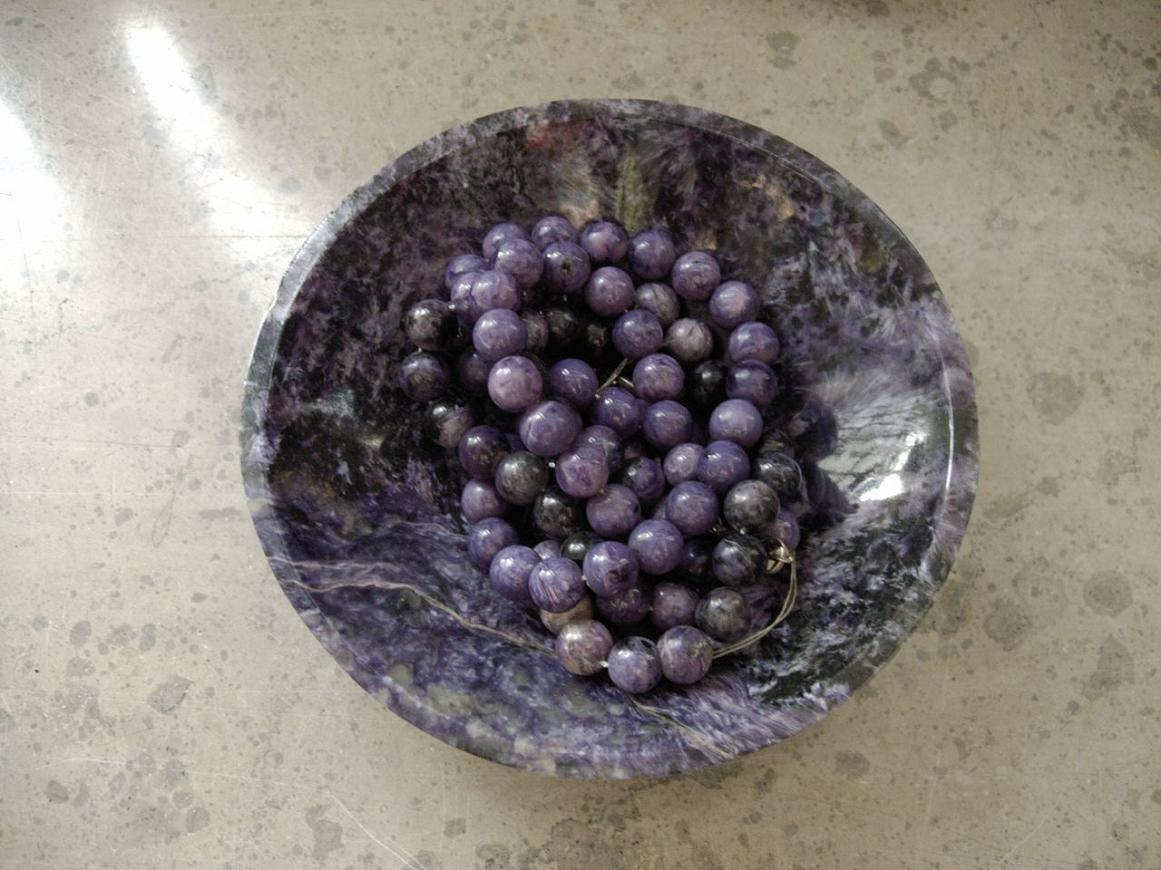
Collier en perles de charoïte.